# Don (cognome)
Don è un cognome di lingua italiana.

## Varianti
Il cognome non presenta varianti.

## Origine e diffusione
Il cognome è tipicamente bresciano, padovano, veneziano e udinese.
Potrebbe derivare da un toponimo oppure dai prenomi Dono e Donato, costituendo quindi rispettivamente una variante dei cognomi Doni e Donati.
In Italia conta circa 2217 presenze.